# Fussballclub Winterthur 2022-2023
Questa voce raccoglie le informazioni riguardanti il Fussballclub Winterthur nelle competizioni ufficiali della stagione 2022-2023.

## Stagione
Nella stagione 2022-2023 il Winterthur, allenato da Bruno Berner, concluse il campionato di Super League al 9º posto. In Coppa Svizzera il Winterthur fu eliminato agli ottavi di finale dal Lugano.

## Rosa
| N. |                           | Ruolo | Calciatore        |
| -- | ------------------------- | ----- | ----------------- |
| 1  | RD del Congo (bandiera)   | P     | Timothy Fayulu    |
| 3  | Svizzera (bandiera)       | D     | Tobias Schättin   |
| 5  | Svizzera (bandiera)       | D     | Roy Gelmi         |
| 7  | Svizzera (bandiera)       | A     | Neftali Manzambi  |
| 8  | Serbia (bandiera)         | C     | Samir Ramizi      |
| 9  | Svizzera (bandiera)       | A     | Roman Buess       |
| 10 | Svizzera (bandiera)       | C     | Matteo Di Giusto  |
| 11 | Uruguay (bandiera)        | A     | Joaquín Ardaiz    |
| 14 | Svizzera (bandiera)       | C     | Thibault Corbaz   |
| 15 | Svizzera (bandiera)       | D     | Michael Gonçalves |
| 16 | Svizzera (bandiera)       | C     | Remo Arnold       |
| 17 | Svizzera (bandiera)       | A     | Samuel Ballet     |
| 18 | Costa d'Avorio (bandiera) | D     | Souleymane Diaby  |
| 19 | Svizzera (bandiera)       | D     | Adrian Gantenbein |

| N. |                     | Ruolo | Calciatore          |
| -- | ------------------- | ----- | ------------------- |
| 20 | Svizzera (bandiera) | C     | Carmine Chiappetta  |
| 22 | Svizzera (bandiera) | C     | Noe Holenstein      |
| 23 | Svizzera (bandiera) | D     | Granit Lekaj        |
| 25 | Svizzera (bandiera) | D     | Yannick Schmid      |
| 26 | Svizzera (bandiera) | A     | Laurin Vögele       |
| 27 | Svizzera (bandiera) | P     | Armin Abaz          |
| 30 | Austria (bandiera)  | P     | Markus Kuster       |
| 36 | Kosovo (bandiera)   | P     | Jozef Pukaj         |
| 40 | Kosovo (bandiera)   | C     | Hekuran Kryeziu     |
| 44 | Svizzera (bandiera) | C     | Francisco Rodríguez |
| 70 | Tunisia (bandiera)  | C     | Sayfallah Ltaief    |
| 77 | Kosovo (bandiera)   | C     | Eris Abedini        |
| 99 | Svizzera (bandiera) | A     | Nishan Burkart      |

## Organigramma societario
Area tecnica
- Allenatore: Bruno Berner
- Allenatore in seconda: Manuel Fässler, Aurélien Mioch, Dario Zuffi
- Preparatore dei portieri: Stephan Lehmann
- Preparatori atletici:

## Calciomercato

### Sessione estiva
| Acquisti | Acquisti            | Acquisti       | Acquisti |
| R.       | Nome                | da             | Modalità |
| -------- | ------------------- | -------------- | -------- |
| A        | Nishan Burkart      | Friburgo       |          |
| C        | Stephan Seiler      | Zurigo         |          |
| D        | Yannick Schmid      | Vaduz          |          |
| P        | Armin Abaz          | San Gallo      |          |
| C        | Matteo Di Giusto    | Vaduz          |          |
| P        | Timothy Fayulu      | Sion           |          |
| A        | Florian Kamberi     | Sheffield Weds |          |
| C        | Francisco Rodríguez | Sciaffusa      |          |

| Cessioni | Cessioni          | Cessioni        | Cessioni |
| R.       | Nome              | a               | Modalità |
| -------- | ----------------- | --------------- | -------- |
| D        | Marin Cavar       | Brühl           |          |
| C        | Gëzim Pepsi       | Vaduz           |          |
| D        | Florian Baak      | Honka           |          |
| D        | Noah Lovisa       | Rapperswil-Jona |          |
| C        | Sandro di Nucci   | Brühl           |          |
| C        | Roberto Alves     | Radomiak Radom  |          |
| A        | Shkelqim Demhasaj | Grasshoppers    |          |
| D        | Gabriel Isik      | Vaduz           |          |
| D        | Silvan Kriz       | Dornbirn        |          |
| C        | Sayfallah Ltaief  | Basilea         |          |
| P        | Raphael Spiegel   | Losanna         |          |
| A        | Tician Tushi      | Basilea         |          |
| A        | Dimitri Volkart   | Rapperswil-Jona |          |

### Sessione invernale
| Acquisti | Acquisti       | Acquisti | Acquisti |
| R.       | Nome           | da       | Modalità |
| -------- | -------------- | -------- | -------- |
| A        | Joaquín Ardaiz | Lucerna  |          |
| D        | Marin Cavar    | Brühl    |          |
| P        | Markus Kuster  | ?        |          |

| Cessioni | Cessioni        | Cessioni          | Cessioni |
| R.       | Nome            | a                 | Modalità |
| -------- | --------------- | ----------------- | -------- |
| C        | Arlind Dakaj    | Černo More Varna  |          |
| D        | Pascal Hammer   | Bienne            |          |
| A        | Florian Kamberi | Huddersfield Town |          |
| C        | Stephan Seiler  | Zurigo            |          |

## Risultati

### Super League

#### Prima fase, girone di andata
| Arbitro: | Bieri |

|           |           |            |
| Ramizi 3’ | Marcatori | 70’ Burger |

| Arbitro: | Wolfensberger |

|                   |           |  |
| Schubert 20’, 40’ | Marcatori |  |

| Arbitro: | Cibelli |

|           |           |                                                      |
| Buess 12’ | Marcatori | 20’, 90’ (rig.) Celar 22’ Haile-Selassie 31’ Bottani |

| Arbitro: | Horisberger |

|                    |           |  |
| Pflücke 81’ (rig.) | Marcatori |  |

| Arbitro: | Schärer |

|               |           |            |
| Rodríguez 73’ | Marcatori | 85’ Rohner |

| Arbitro: | Kanagasingam |

|                 |           |                                               |
| Buess 3’ (rig.) | Marcatori | 17’ Elia 50’ Nsame 52’ Ugrinić 69’, 77’ Itten |

| Arbitro: | Gianforte |

|                                   |           |  |
| Kacuri 27’ Ribeiro 60’ Kawabe 62’ | Marcatori |  |

| Arbitro: | von Mandach |

|  |           |                                                             |
|  | Marcatori | 14’, 32’ Meyer 22’ Burch 25’ Abubakar 54’ Kadák 85’ Gentner |

| Arbitro: | Turkes |

|                      |           |                                         |
| Balotelli 45’ (rig.) | Marcatori | 45’ (rig.) Buess 59’ Ballet 90’ Kamberi |

#### Prima fase, girone di ritorno
| Zurigo 9 ottobre 2022, ore 16:30 CEST 10ª giornata | Zurigo  | 0 – 0 referto | Winterthur | Stadio Letzigrund (15 481 spett.)\| Arbitro: \| Piccolo \| |
| Arbitro:                                           | Piccolo |               |            |                                                            |

| Arbitro: | Cibelli |

|            |           |  |
| Ramizi 51’ | Marcatori |  |

| Arbitro: | Dudic |

|               |           |  |
| Di Giusto 25’ | Marcatori |  |

| Arbitro: | Staubli |

|                       |           |            |
| Comas 2’, 8’ Fink 58’ | Marcatori | 90’ Seiler |

| Arbitro: | von Mandach |

|             |           |  |
| Burkart 21’ | Marcatori |  |

| Arbitro: | Piccolo |

|              |           |               |
| Abubakar 51’ | Marcatori | 15’ Di Giusto |

| Arbitro: | Cibelli |

|                          |           |               |
| Celar 7’, 15’ Amoura 89’ | Marcatori | 20’ Di Giusto |

| Arbitro: | Horisberger |

|            |           |                          |
| Ardaiz 53’ | Marcatori | 63’ Stevanović 77’ Valls |

| Arbitro: | Wolfensberger |

|                                    |           |                   |
| Nsame 17’, 52’, 79’ Itten 24’, 27’ | Marcatori | 40’ (rig.) Ramizi |

#### Seconda fase, girone di andata
| Arbitro: | Gianforte |

|               |           |  |
| Di Giusto 45’ | Marcatori |  |

| Arbitro: | Cibelli |

|           |           |            |
| Tosin 32’ | Marcatori | 39’ Ramizi |

| Arbitro: | Wolfensberger |

|                   |           |         |
| Ramizi 17’ (rig.) | Marcatori | 85’ Sio |

| Arbitro: | Staubli |

|             |           |            |
| Severin 42’ | Marcatori | 52’ Ardaiz |

| Arbitro: | Piccolo |

|           |           |          |
| Buess 62’ | Marcatori | 21’ Elia |

| Arbitro: | Wolfensberger |

|                           |           |               |
| Dadaşov 41’ Schettine 63’ | Marcatori | 47’ Rodríguez |

| Arbitro: | Horisberger |

|                |           |  |
| Holenstein 53’ | Marcatori |  |

| Arbitro: | Piccolo |

|                       |           |  |
| Augustin 25’ Fink 85’ | Marcatori |  |

| Arbitro: | von Mandach |

|            |           |                       |
| Ltaief 78’ | Marcatori | 26’ Chader 60’ Sorgić |

#### Seconda fase, girone di ritorno
| Arbitro: | Staubli |

|                             |           |                               |
| Schmidt 18’ Guillemenot 28’ | Marcatori | 7’ Burkart 37’, 43’ Di Giusto |

| Arbitro: | San |

|                  |           |                     |
| Buess 86’ (rig.) | Marcatori | 3’ Herc 45’ Dadaşov |

| Arbitro: | Piccolo |

|                                 |           |            |
| Dorn 40’ Sorgić 65’ Schürpf 81’ | Marcatori | 25’ Ardaiz |

| Arbitro: | San |

|                   |           |                                          |
| Ardaiz 20’ (rig.) | Marcatori | 7’ Nuhu 12’ Males 71’ Amdouni 83’ Zeqiri |

| Arbitro: | Cibelli |

|  |           |             |
|  | Marcatori | 21’ Burkart |

| Arbitro: | Staubli |

|                         |           |            |
| Aliseda 15’ Arigoni 21’ | Marcatori | 16’ Ardaiz |

| Arbitro: | Horisberger |

|  |           |           |
|  | Marcatori | 52’ Bedia |

| Arbitro: | Fähndrich |

|  |           |                            |
|  | Marcatori | 6’ Marchesano 13’ Guerrero |

| Arbitro: | Piccolo |

|                     |           |           |
| Nsame 30’ Imeri 88’ | Marcatori | 48’ Buess |

### Coppa Svizzera
| Arbitro: | von Mandach |

|  |           |                                                                                 |
|  | Marcatori | 9’ Schättin 44’ Di Giusto 45’ Gelmi 48’, 85’ Manzambi 55’ Rodríguez 70’ Kamberi |

| Arbitro: | Cibelli |

|  |           |                                      |
|  | Marcatori | 23’ Corbaz 52’ Ballet 78’, 85’ Buess |

| Arbitro: | Horisberger |

|             |           |  |
| Bottani 67’ | Marcatori |  |

## Statistiche

### Statistiche di squadra
| Competizione   | Punti | In casa | In casa | In casa | In casa | In casa | In casa | In trasferta | In trasferta | In trasferta | In trasferta | In trasferta | In trasferta | Totale | Totale | Totale | Totale | Totale | Totale | DR  |
| Competizione   | Punti | G       | V       | N       | P       | Gf      | Gs      | G            | V            | N            | P            | Gf           | Gs           | G      | V      | N      | P      | Gf     | Gs     | DR  |
| -------------- | ----- | ------- | ------- | ------- | ------- | ------- | ------- | ------------ | ------------ | ------------ | ------------ | ------------ | ------------ | ------ | ------ | ------ | ------ | ------ | ------ | --- |
| Super League   | 32    | 18      | 5       | 4       | 9       | 15      | 32      | 18           | 3            | 4            | 11           | 17           | 34           | 36     | 8      | 8      | 20     | 32     | 66     | -34 |
| Coppa Svizzera | -     | 0       | 0       | 0       | 0       | 0       | 0       | 3            | 2            | 0            | 1            | 11           | 1            | 3      | 2      | 0      | 1      | 11     | 1      | +10 |
| Totale         | 32    | 18      | 5       | 4       | 9       | 15      | 32      | 21           | 5            | 4            | 12           | 28           | 35           | 39     | 10     | 8      | 21     | 43     | 67     | -24 |

### Andamento in campionato
| Giornata  | 1 | 2 | 3 | 4 | 5 | 6 | 7  | 8  | 9 | 10 | 11 | 12 | 13 | 14 | 15 | 16 | 17 | 18 | 19 | 20 | 21 | 22 | 23 | 24 | 25 | 26 | 27 | 28 | 29 | 30 | 31 | 32 | 33 | 34 | 35 | 36 |
| --------- | - | - | - | - | - | - | -- | -- | - | -- | -- | -- | -- | -- | -- | -- | -- | -- | -- | -- | -- | -- | -- | -- | -- | -- | -- | -- | -- | -- | -- | -- | -- | -- | -- | -- |
| Luogo     | C | T | C | T | C | C | T  | C  | T | T  | C  | C  | T  | C  | T  | T  | C  | T  | C  | T  | C  | T  | C  | T  | C  | T  | C  | T  | C  | T  | C  | T  | T  | C  | C  | T  |
| Risultato | N | P | P | P | N | P | P  | P  | V | N  | V  | V  | P  | V  | N  | P  | P  | P  | V  | N  | N  | N  | N  | P  | V  | P  | P  | V  | P  | P  | P  | V  | P  | P  | P  | P  |
| Posizione | 4 | 8 | 9 | 9 | 9 | 9 | 10 | 10 | 9 | 9  | 9  | 9  | 9  | 9  | 9  | 9  | 9  | 10 | 10 | 10 | 10 | 10 | 10 | 10 | 9  | 10 | 10 | 10 | 10 | 10 | 10 | 9  | 9  | 9  | 9  | 9  |

Legenda:

Luogo: C = Casa; T = Trasferta. Risultato: V = Vittoria; N = Pareggio; P = Sconfitta.

### Statistiche dei giocatori
| Giocatore     | Super League | Super League | Super League | Super League | Coppa Svizzera | Coppa Svizzera | Coppa Svizzera | Coppa Svizzera | Totale   | Totale | Totale      | Totale     |
| Giocatore     | Presenze     | Reti         | Ammonizioni  | Espulsioni   | Presenze       | Reti           | Ammonizioni    | Espulsioni     | Presenze | Reti   | Ammonizioni | Espulsioni |
| ------------- | ------------ | ------------ | ------------ | ------------ | -------------- | -------------- | -------------- | -------------- | -------- | ------ | ----------- | ---------- |
| A. Abaz       | 0            | 0            | 0            | 0            | 0              | 0              | 0              | 0              | 0        | 0      | 0           | 0          |
| E. Abedini    | 27           | 0            | 4            | 0            | 2              | 0              | 0              | 0              | 29       | 0      | 4           | 0          |
| J. Ardaiz     | 16           | 5            | 0            | 0            | 0              | 0              | 0              | 0              | 16       | 5      | 0           | 0          |
| R. Arnold     | 28           | 0            | 8            | 0            | 3              | 0              | 0              | 0              | 31       | 0      | 8           | 0          |
| S. Ballet     | 20           | 1            | 5            | 0            | 1              | 1              | 0              | 0              | 21       | 2      | 5           | 0          |
| R. Buess      | 34           | 6            | 4            | 0            | 3              | 2              | 0              | 0              | 37       | 8      | 4           | 0          |
| N. Burkart    | 24           | 3            | 3            | 0            | 1              | 0              | 0              | 0              | 25       | 3      | 3           | 0          |
| C. Chiappetta | 6            | 0            | 0            | 0            | 1              | 0              | 0              | 0              | 7        | 0      | 0           | 0          |
| T. Corbaz     | 28           | 0            | 5            | 0            | 3              | 1              | 0              | 0              | 31       | 1      | 5           | 0          |
| A. Dakaj      | 0            | 0            | 0            | 0            | 0              | 0              | 0              | 0              | 0        | 0      | 0           | 0          |
| S. Diaby      | 30           | 0            | 5            | 1            | 1              | 0              | 0              | 0              | 31       | 0      | 5           | 1          |
| M. Di Giusto  | 35           | 6            | 2            | 0            | 3              | 1              | 0              | 0              | 38       | 7      | 2           | 0          |
| T. Fayulu     | 11           | 0            | 2            | 0            | 1              | 0              | 0              | 0              | 12       | 0      | 2           | 0          |
| A. Gantenbein | 23           | 0            | 3            | 0            | 2              | 0              | 1              | 0              | 25       | 0      | 4           | 0          |
| R. Gelmi      | 23           | 0            | 5            | 0            | 3              | 1              | 0              | 0              | 26       | 1      | 5           | 0          |
| M. Gonçalves  | 26           | 0            | 7            | 0            | 2              | 0              | 0              | 0              | 28       | 0      | 7           | 0          |
| P. Hammer     | 0            | 0            | 0            | 0            | 0              | 0              | 0              | 0              | 0        | 0      | 0           | 0          |
| N. Holenstein | 8            | 1            | 1            | 0            | 0              | 0              | 0              | 0              | 8        | 1      | 1           | 0          |
| F. Kamberi    | 13           | 1            | 2            | 0            | 2              | 1              | 0              | 0              | 15       | 2      | 2           | 0          |
| H. Kryeziu    | 23           | 0            | 3            | 0            | 0              | 0              | 0              | 0              | 23       | 0      | 3           | 0          |
| M. Kuster     | 20           | 0            | 0            | 0            | 0              | 0              | 0              | 0              | 20       | 0      | 0           | 0          |
| G. Lekaj      | 27           | 0            | 7            | 0            | 3              | 0              | 2              | 0              | 30       | 0      | 9           | 0          |
| S. Ltaief     | 15           | 1            | 4            | 0            | 0              | 0              | 0              | 0              | 15       | 1      | 4           | 0          |
| N. Manzambi   | 19           | 0            | 1            | 0            | 2              | 2              | 0              | 0              | 21       | 2      | 1           | 0          |
| G. Pepsi      | 1            | 0            | 0            | 0            | 0              | 0              | 0              | 0              | 1        | 0      | 0           | 0          |
| J. Pukaj      | 6            | 0            | 0            | 0            | 2              | 0              | 0              | 0              | 8        | 0      | 0           | 0          |
| S. Ramizi     | 25           | 5            | 10           | 1            | 3              | 0              | 0              | 0              | 28       | 5      | 10          | 1          |
| F. Rodríguez  | 22           | 2            | 4            | 0            | 1              | 1              | 0              | 0              | 23       | 3      | 4           | 0          |
| Y. Schmid     | 24           | 0            | 3            | 0            | 1              | 0              | 0              | 0              | 25       | 0      | 3           | 0          |
| T. Schättin   | 26           | 0            | 2            | 0            | 3              | 1              | 0              | 0              | 29       | 1      | 2           | 0          |
| S. Seiler     | 7            | 1            | 2            | 0            | 2              | 0              | 0              | 0              | 9        | 1      | 2           | 0          |
| L. Vögele     | 2            | 0            | 0            | 0            | 0              | 0              | 0              | 0              | 2        | 0      | 0           | 0          |